# Daniel Fascinato
Daniel Fascinato (Guelph, 23 gennaio 1961) è un ex hockeista su ghiaccio canadese naturalizzato italiano.

## Carriera

### Club
Nato in Ontario, giocò con gli Ottawa 67's, prima in OHA (1979-80) poi in OHL (1980-81), due leghe giovanili. Venne scelto al draft NHL dai Colorado Rockies (gli attuali New Jersey Devils) nel 1980 al sesto giro, ma non vi giocò mai.
Fu infatti girato già nel 1981 al farm team in CHL dei Fort Worth Texans, con cui rimase fino alla scomparsa della franchigia nel 1982. Per la successiva stagione 1982-83 si divise tra i Muskegon Mohawks (IHL) e i Wichita Wind (CHL).
Tentò poi - con successo - l'avventura italiana: dopo una stagione (1983-84) col Cortina, passò ai Mastini Varese con cui rimase 4 stagioni vincendo il campionato 1986-87.
Quando il Milano Saima fu promosso in A1, Fascinato passò ai meneghini. Nelle 6 stagioni in rossoblu, tra il 1988-89 e il 1991-92, vinse un altro campionato (1990-91). Terminò poi la sua carriera in Gran Bretagna, coi Durham Wasps nel 1993.

### Nazionale
Con la Nazionale italiana ha giocato 35 incontri. Fece il suo esordio il 18 dicembre 1987, nella vittoria per 4-2 con la Danimarca.

## Palmarès

### Club
- Campionato italiano: 2

Varese: 1986-1987
Milano Saima: 1990-1991